# Vera Venczel
Vera Venczel (n. 10 martie 1946, Budapesta, Republica Ungară⁠(d) – d. 22 octombrie 2021, Budapesta, Ungaria) a fost o actriță maghiară, căreia i s-a decernat premiul Jászai din Ungaria.

## Filmografie

### Cinematografie
- Karambol (1963)
- Nem szoktam hazudni (1966)
- Kárpáthy Zoltán (1966)
- 1967 Cele trei nopți ale unei iubiri (Egy szerelem három éjszakája), regia György Révész
- Bohóc a falon (1967)
- 1967 - Studiu despre femei (Tanulmány a nőkről), regia Márton Keleti
- Kötelék (1967)
- Egri csillagok I-II. (1968)
- Isten hozta, őrnagy úr! (1969)
- Utazás a koponyám körül (1970)
- Csak egy telefon (1970)
- Fábián Bálint találkozása Istennel (1980)
- Csicserin - A népbiztos (1985)
- Küldetés Evianba (1988)
- Good evening, Mr. Wallenberg (1990)
- Lidérces évek (1990])
- A turné (1993)
- A játékos /The Gambler/ (1999)
- A mi autónk (2001)
- Kanyaron túl (2001)
- Sértett (2005)
- Rokonok (2005)
- De kik azok a Lumnitzer nővérek? (2006)
- Tabló (2008)

### Televiziune
- Egy csónak visszafordul (1963)
- Muzsikus Péter kalandjai (1966)
- Kérdések a szerelemről (1967)
- Három találkozás (1968)
- Az ajtó (1969)
- Voronyezs (1969)
- A régi nyár (1969)
- Egy önérzet története (1969)
- Pillangó (1970)
- Tündérlaki lányok (1970)
- Nyitott könyv - Mi van Verával? (1970)
- Áradat (1971)
- A fekete város 1-7. (1971) (Orașul Negru)
- Minden kilométerkőnél (1971)
- Egy óra múlva itt vagyok (1971-1974)
- A tűz balladája (1972)
- A város arca (1972)
- Az ön számlájára ment (1972)
- Lauterburg városparancsnoka (1973)
- Veszélyes övezet (1973)
- Irgalom 1-6. (1973)
- Szeptember végén (1973)
- Találkoztam valakivel (1973)
- Átmenő forgalom (1974)
- Néró, a véres költő (197?)
- Veszélyes forduló (1974)
- Kaputt (1974)
- Szörnyeteg (1974)
- Ida regénye (1974)
- A méla Tempefői (1975)
- Svédcsavar (1975)
- Az orchideák bolygója (1976)
- Ady novellák (1977)
- Az igazmondó - Emlékműsor Muharay Elemérről (1977)
- Nyitott könyv - Lány az uszodából (1977)
- Nyitott könyv - Sári-gyöp (1978)
- A képmutatás szépségei (1978)
- Nyitott könyv – A százegyedik történet (1978)
- Vakáció a halott utcában (1978)
- Teréz (1978)
- Az aula (1978)
- Családi kör (1979)
- Szent színpad (1980)
- Tessék engem elrabolni (1980)
- Csere (1981)
- Védtelen utazók (1981)
- A szerencsétlen flótás (1981)
- Glória (1982)
- Kortársunk: Jókai Anna (1982)
- Festett egek (1982)
- Soror Dolorosa (1982)
- Fehér rozsda (1982)
- A fekete császár (1982)
- Liszt Ferenc 1-16. (1982)
- A sárkány menyegzője (1983)
- Hetedik év (1983)
- In memoriam Ö.I. (1983)
- Holnap kupaszerda (1984)
- Tériszony (1984)
- Egy óra Nemes Nagy Ágnessel (1984)
- Torquato Tasso (1984)
- Rapszódia egy őszi kertben (1985)
- Egy lócsiszár virágvasárnapja (1985)
- Nóra (1985)
- Csak a testvérem (1986)
- A magyar puszta - narrátor (1986)
- Fekete császár (1986)
- Egy gazdag hölgy szeszélye (1986)
- Hajnali párbeszéd (1987)
- Az öreg tekintetes (1987)
- Budapesti mesék (1987)
- A veszedelem (1989)
- Freytág testvérek (1989)
- Levelek a zárdából (1989)
- Cikász és a hallópálmák (1990)
- Édes Anna (1990)
- Szonatina egy páváért (1990)
- Jónás könyve (1992)
- István király (1992)
- Julianus barát 1-3. (1992)
- Családi kör - Krémes zabáló (1994)
- Perbe fogott szavak (1995)
- Barátok közt (2005–2008)